# Eupithecia inconspicuata
Eupithecia inconspicuata là một loài bướm đêm trong họ Geometridae.